# Marieh Delfino
Marieh Delfino (ur. 24 września 1977 w Caracas w Wenezueli) – amerykańska aktorka telewizyjna i filmowa.

## Życiorys
Jej ojciec jest Wenezuelczykiem, a matka jest pochodzenia kubańsko-amerykańskiego. Ma młodszą siostrę Majandre Delfino, która również jest aktorką. Marieh wyemigrowała do Stanów Zjednoczonych w roku 1984. Zamieszkała wraz z rodziną w Miami, gdzie uczęszczała do szkoły średniej Ransom Everglades. Studiowała psychologię, nie ukończyła kierunku. Potem rozpoczęła pracę aktorską.
Zadebiutowała rolą Niki Merrick, licealistki z Chicago, w młodzieżowym serialu stacji TNBC All About Us. Wystąpiła w trzynastu odcinkach serialu, emitowanych na antenie TNBC od 4 sierpnia do 10 listopada 2001 roku. Ponadto wcieliła się w drugoplanową postać Rhondy Truitt w horrorze Smakosz 2 (Jeepers Creepers, 2003).